# جیانگ لین
جیانگ لین (انگلیسی: Jiang Lin؛ زادهٔ ۲۳ اکتبر ۱۹۸۱) کماندار اهل چین بود.